# Litoria latopalmata
Litoria latopalmata (Broad Palmed Frog) es una especie de anfibio anuro del género Litoria, de la familia Hylidae.

## Distribución geográfica
Es originaria de Australia.
Esta rana vive en bosques, lanuras de inundación fluviales, cuerpos de agua permanentes, cuerpos de agua semipermanentes y billabongs.
Pone sus huevos bajo el agua.  Los renacuajos tardan entre 50 y 90 días en convertirse en ranas.